# Бои без правил (фильм, 2017)
«Бои без правил» (в оригинале — «Предрассветная молитва» (англ. A Prayer Before Dawn) — кинофильм, вышедший на экраны в 2017 году.
Фильм основан на книге Билли Мура «Предрассветная молитва: мой кошмар в тюрьмах Таиланда» (англ. A Prayer Before Dawn: My Nightmare in Thailand's Prisons).

## Сюжет
Английский боксёр и преступник Билли Мур попадает в тюрьму «Клонг Прем» в Бангкоке, Таиланд. Там он участвует в поединках по тайскому боксу.

## В ролях
- Джо Коул — Билли Мур[англ.]
- Порнчанок Мабкланг — Фэйм
- Сомлук Камсинг — тренер

## Производство
В октябре 2014 года было объявлено, что главную роль в фильме сыграет Чарли Ханнэм. Режиссёром стал Жан-Стефан Совер. Сценарий напишут Джонатан Хиршбейн и Ник Солтрес. В октябре 2015 года Джо Коул получил главную роль вместо Ханнэма.

## Выход
Мировая премьера фильма состоялась на Каннском кинофестивале в мае 2017 года.

## Награды и номинации
| Награды и номинации фильма «Бои без правил» | Награды и номинации фильма «Бои без правил» | Награды и номинации фильма «Бои без правил» | Награды и номинации фильма «Бои без правил» | Награды и номинации фильма «Бои без правил» |
| Премия                                      | Категория                                   | Имя                                         | Результат                                   |                                             |
| ------------------------------------------- | ------------------------------------------- | ------------------------------------------- | ------------------------------------------- | ------------------------------------------- |
| Sakhalin International Film Festival 2017   | Гран-при                                    | Жан-Стефан Совер                            | Номинация                                   |                                             |
| Camerimage 2018                             | Золотая лягушка                             | Давид Унгаро                                | Номинация                                   |                                             |
| Премия британского независимого кино 2018   | Лучший актёр                                | Джо Коул                                    | Победа                                      |                                             |
| Премия британского независимого кино 2018   | Лучшая операторская работа                  | Давид Унгаро                                | Номинация                                   |                                             |
| Премия британского независимого кино 2018   | Лучший монтаж                               | Марк Букрот                                 | Номинация                                   |                                             |
| Премия британского независимого кино 2018   | Лучший макияж и дизайн волос                | Стейси Луиза Холман                         | Номинация                                   |                                             |
| Премия британского независимого кино 2018   | Лучший звук                                 | Северин Фаврио                              | Номинация                                   |                                             |